# Eurypodini
Eurypodini es una tribu de coleópteros crisomeloideos de la familia Cerambycidae.

## Géneros
Tiene los siguientes géneros:
- Eurypoda[1]